# Hedehusene

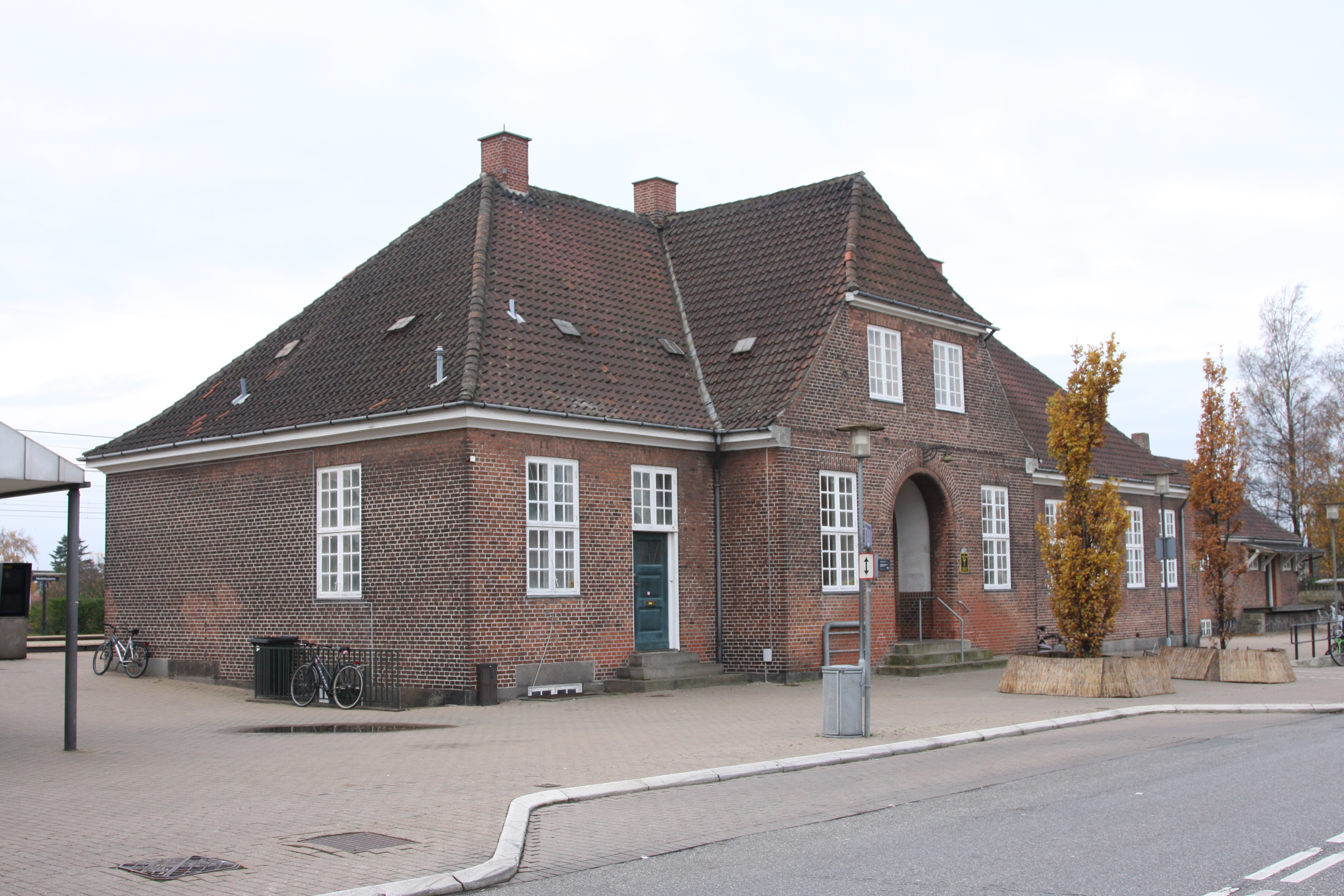
Hedehusene - stacja kolejowa

Hedehusene – miasto w Danii w gminie Høje-Taastrup. W roku 2013 miasto liczyło 11 472 mieszkańców. 
W Hedehusene koło kościoła znajduje się cmentarz, na którym jest jeden z najstarszych kamieni runicznych w Danii, kamień runiczny z Kallerup, pochodzący z początku epoki wikingów. Kamień datowany jest na lata około 800-825.
Rozwój miasta związany był głównie z uruchomioną w roku 1847 linią kolejową na trasie Kopenhaga, Roskilde. 
W miejscowości jest przystanek kolejowy Hedehusene.

## Urodzeni w Hedehusene
- Jørgen Kristensen (ur. 1946), piłkarz duński[3].